# Passo della Libbia
Il Passo della Libbia, detta anche Valico della Scheggia, è un passo che collega Quarata a Santa Fiora. Attraversa Giovi, Chiassa Superiore, Chiaveretto, Anghiari e Sansepolcro, in Provincia di Arezzo.
L'altezza di questo passo è di 575 m s.l.m.. In cima al passo è situato un piccolo centro abitato, Scheggia.